# 安德斯·安德松 (冰球运动员)
安德斯·安德松（瑞典語：Anders Andersson，1937年1月2日—1989年12月15日），瑞典男子冰球运动员。他曾代表瑞典参加1960年和1964年冬季奥林匹克运动会冰球比赛，其中1964年冬季奥运会获得一枚银牌。